# La mosca dorata
La mosca dorata (The Case of the Gilded Fly), pubblicato originariamente in Italia con il titolo Delitto a Oxford, è un romanzo giallo del 1944 scritto da Edmund Crispin, e il primo con protagonista l'investigatore dilettante Gervase Fen.

## Trama
Nei primi mesi della guerra e dell'oscuramento notturno, a Oxford ci si prepara a mettere in scena l'opera teatrale avanguardista Metromania del famoso commediografo Robert Warner. La compagnia comprende la sua compagna Rachel West, attrice; la regista Sheila McGaw; la giovane Jean Whitelegge, trovarobe; e le due sorellastre attrici Helen e Yseut Haskell. Attorno ad essi gravitano anche il giornalista Nigel Blake, l'intellettuale Nicholas Barkley e l'organista Donald Fellowes. 
C'è però un elemento di disturbo: Yseut infatti, che fa l'attrice con mediocri risultati solo per diletto, visto che possiede anche una discreta fortuna personale, è una ragazza che ama dare spettacolo, ubriacarsi in maniera indecorosa, e soprattutto passare da un uomo all'altro, anche (e soprattutto) se già impegnati come Robert Warner. Nessuno la sopporta, qualcuno addirittura la odia: nessuna sorpresa che alla fine venga trovata morta, uccisa da un colpo di pistola che vari testimoni hanno sentito risuonare. Solo che non è stato visto nessuno avvicinarsi o allontanarsi dalla stanza in cui era Yseut. Sembrerebbe un suicidio, se non fosse in evidente contrasto con il carattere della vittima...e per uno strano anello, con una "Mosca dorata", che è stato messo alla mano della morta dopo lo sparo!
La polizia vorrebbe ciononostante archiviare il caso come suicidio, ma qualcun altro non ci crede e solleva vari dubbi: si tratta di Gervase Fen, estroverso e petulante professore di letteratura ad Oxford, che si improvviserà detective e darà un nome e un volto al colpevole di questo astuto assassinio!

## Edizioni italiane
- Delitto a Oxford, I Gialli del Secolo n. 128, Casini Editore, 1954
- La mosca dorata, traduzione di Mariapaola Détfore, I Classici del Giallo Mondadori, n. 679, febbraio 1993; n. 1115, giugno 2006.